# プラヤド・マークセン
プラヤド・マークセン（Prayad Marksaeng, タイ語: ประหยัด มากแสง, 1966年1月30日 - ）は、タイ出身のプロゴルファーである。
これまでにアジアンツアーで10勝を挙げており、また2008年には日本ゴルフツアーで年間3勝を挙げた。更に2008年はタイ出身のプロゴルファーとして初めて米国のメジャートーナメント「マスターズ・トーナメント」にも出場した。

## 来歴
1991年にプロ入りし、1996年にアジアンツアーで初優勝を飾る。1997年のサントリーオープンで日本ツアーデビューを果たす。世界各地のツアーを転戦しながら、2001年からは本格的に日本ツアーに参戦するようになったが、なかなかタイトルを取れなかった。しかし2008年に入り、5月に兵庫県で行われた三菱ダイヤモンドカップゴルフで日本ツアー初優勝を果たすと、波に乗って同じ兵庫県で行われたミズノオープンよみうりクラシックで2試合連続優勝を遂げる。これにより全英オープンゴルフの出場を果たした。更に11月に宮崎県で行われたダンロップ・フェニックス選手権では、最終ラウンドの後半でスコアを崩す場面もあったが、当時17歳の石川遼を1打差で振り切り、8アンダーパーで大会初制覇を遂げた。
2016年からは日本ツアーと並行しながらPGAシニアツアーにも参戦。2016年はいきなりメジャー大会である日本シニアオープンと日本プロゴルフシニアを制すなど4勝を挙げ、参戦1年目でシニアツアー賞金王を獲得する快挙を成し遂げ、翌2017年もメジャーの日本シニアオープンを含む4勝を挙げ、PGAシニアツアー史上最高賞金獲得額を更新し、ツアー最終戦を待たずして二年連続賞金王に輝く。さらに2018年には日本シニアオープンで金井清一、青木功（青木は大会四連覇）に次ぐ史上3人目の大会三連覇を成し遂げる快挙を達成。またツアーでも序盤で5勝を挙げたことが効き、4試合を残して三年連続三度目の賞金王に輝き、さらに11月に行われた『富士フイルムシニア』で単独2位に入り、年間獲得賞金額を7536万円余りとして2017年の自身の記録（約7000万円）を更新した。
2019年は終盤まで同じタイ出身のタワン・ウィラチャンと賞金王争いを繰り広げていたが、わずか41万円の差で2位に終わる。2020年から2021年にかけては新型コロナウイルスによる日本への渡航制限もありトーナメントになかなか参加することが出来なかったが、2022年に復帰すると9月の日本シニアオープンから11月のコスモヘルスカップまでPGAシニアツアー新記録となる6試合連続優勝を果たすと同時に室田淳を抜いてシニアツアー最多となる通算21勝目を達成。さらに4年ぶり4度目のシニア賞金王となった。

## プロ優勝 (38）

### アジアンツアー (10)
- 1996年：ボルボ中国オープン
- 1997年：ヨコハマタイヤシンガポールPGA選手権, タイ国際
- 2000年：カジノ・フィリピノオープン
- 2005年：クラウンプラザオープン
- 2007年：Volvo Masters of Asia
- 2013年：クイーンズカップ、キングスカップ
- 2015年：クイーンズカップ
- 2017年：SMBCシンガポールオープン[注釈 1][9]

### 日本ツアー (6)
| No. | 日時           | 大会                                        | 優勝スコア             | 2位との差 | 2位                                                                                 |
| --- | -------------- | ------------------------------------------- | ---------------------- | --------- | ----------------------------------------------------------------------------------- |
| 1   | 2008年6月1日   | 三菱ダイヤモンドカップゴルフ                | −10 (70-70-66-68=274)  | 1打差     | 甲斐慎太郎                                                                          |
| 2   | 2008年6月22日  | 全英への道 ミズノオープンよみうりクラシック | −15 (69-66-69-65=269)  | 1打差     | 矢野東                                                                              |
| 3   | 2008年11月23日 | ダンロップフェニックストーナメント          | −8 (68-70-67-71=276)   | 1打差     | 石川遼                                                                              |
| 4   | 2013年3月17日  | タイランドオープン                          | −24 (68-67-65-64=264)  | 2打差     | スコット・ストレンジ                                                                |
| 5   | 2015年7月26日  | ダンロップ・スリクソン福島オープン          | -24（69-65-67-63=264） | 1打差     | 宋永漢（ソン・ヨンハン）                                                            |
| 6   | 2017年1月22日  | SMBCシンガポールオープン                    | -9（71-69-68-67=275）  | 1打差     | パチャラ・コンワットマイ／ ジュビック・パグンサン／ ジェイビー・クルーガー／ 宋永漢 |

### PGAシニアツアー (21）
| No. | 日時           | 大会                                                    | 優勝スコア             | 2位との差  | 2位                                   |
| --- | -------------- | ------------------------------------------------------- | ---------------------- | ---------- | ------------------------------------- |
| 1   | 2016年7月31日  | マルハンカップ太平洋クラブシニア                        | -13（68-63=131)        | 2打差      | 真板潔                                |
| 2   | 2016年9月10日  | コマツオープン                                          | -17（65-67-67=199）    | 5打差      | 高見和宏／ 呂文徳（ロ・ブンテ）       |
| 3   | 2016年9月18日  | 日本シニアオープンゴルフ選手権競技                      | -12（68-71-70-67=276） | 3打差      | 鈴木亨                                |
| 4   | 2016年10月9日  | 日本プロゴルフシニア選手権大会 住友商事・サミットカップ | -20（66-69-64-69=268） | 8打差      | バリー・レーン                        |
| 5   | 2017年6月3日   | すまいーだカップシニアゴルフトーナメント                | -16（66-67-67=200）    | 1打差      | 朴富遠（パク・ブーウォン）            |
| 6   | 2017年6月11日  | スターツシニアゴルフトーナメント                        | -11（68-69-68=205）    | 1打差      | 川岸良兼／ 久保勝美／ 白浜育男        |
| 7   | 2017年9月18日  | 日本シニアオープンゴルフ選手権競技                      | -18（63-63-70-74=270） | 4打差      | 井戸木鴻樹／ 鈴木亨                   |
| 8   | 2017年11月4日  | 富士フイルムシニアチャンピオンシップ                    | -11（73-65-67=205）    | 2打差      | 崎山武志                              |
| 9   | 2018年5月20日  | 富邦仰徳シニア盃（フーボン・ヨートク・シニアカップ）    | -12（67-67-70=204）    | 1打差      | 盧建順                                |
| 10  | 2018年6月10日  | スターツシニアゴルフトーナメント                        | -13（68-65-70=203）    | 2打差      | 久保勝美                              |
| 11  | 2018年7月15日  | 日本シニアオープンゴルフ選手権競技                      | -5（74-68-67-70=279）  | 5打差      | 谷口徹                                |
| 12  | 2018年8月5日   | マルハンカップ太平洋クラブシニア                        | -9（65-70=135)         | 1打差      | 崎山武志／ 米山剛／ 久保勝美          |
| 13  | 2018年8月19日  | ファンケルクラシック                                    | -13（66-72-65=203）    | プレーオフ | グレゴリー・マイヤー                  |
| 14  | 2019年8月25日  | ファンケルクラシック                                    | -9（68-67-72=207）     | プレーオフ | 田村尚之／ 石鍾律（ソク・ジョンユル） |
| 15  | 2019年9月8日   | マルハンカップ太平洋クラブシニア                        | -10（68-66=134）       | 1打差      | 白潟英純                              |
| 16  | 2022年9月18日  | 日本シニアオープンゴルフ選手権競技                      | -12（70-66-70-70=276） | 4打差      | 藤田寛之                              |
| 17  | 2022年10月9日  | 日本プロゴルフシニア選手権大会 住友商事・サミットカップ | -13（68-70-70-67=275） | 5打差      | 宮本勝昌                              |
| 18  | 2022年10月16日 | トラストグループカップ 佐世保シニアオープン             | -13（65-66=131）       | 4打差      | 河井博大／ 宮本勝昌                   |
| 19  | 2022年10月23日 | ISPS HANDA・やっぱり面白いシニアトーナメント            | -12（68-67-66=201）    | 3打差      | 渡部光洋                              |
| 20  | 2022年10月30日 | 福岡シニアオープンゴルフトーナメント                    | -7（69-68=137）>       | 1打差      | 藤田寛之                              |
| 21  | 2022年11月4日  | コスモヘルスカップ シニアゴルフトーナメント2022         | -9（68-67=135）        | 3打差      | 平野智行                              |

### その他 (1)
- 2007年：Singha E San Open